# Diplomys labilis
Diplomys labilis (рудий деревний щур) — вид гризунів родини щетинцевих, що зустрічається в Панамі (включаючи острова Сан-Мігель), можливо також у західній Колумбії і Північному Еквадорі від низовин до 1500 м над рівнем моря. Живе у вічнозелених і листяних лісах, мангрових заростях, плантаціях та іншій рослинності.

## Етимологія
лат. Labor — «робота, втома, зусилля», лат. ilis — суфікс, що означає «здібність», отже, разом — «працівник, трудар».

## Поведінка
Нічний, виключно деревний гризун, який не був спійманий на ґрунті. Рухається повільно і може залишатись нерухомим протягом тривалого часу, але швидко піднімається якщо є загроза. Протягом дня дорослі пари або самотні особини сплять в отворах на деревах. Якщо їх потурбувати, вдаривши по стовбуру зайнятого дерева, вони виставляють свої голови назовні. Така поведінка добре відома сільським жителям, які повідомляють, що гризуни займають дерева біля води і завжди в парах. Пари можуть подорожувати і харчуватись разом уночі. Раціон, ймовірно, включає в себе плоди і молоді листки. Величина приплоду від 1 до 2 і розмноження може відбутися в будь-який місяць року.

## Морфологія
Морфометрія: довжина голови й тіла: 212—340, хвоста: 175—249, задньої лапи: 40–48, вух: 12–20 мм, вага 300—492 грам. Це великий гризун із червонувато-коричневою верхньою частиною тіла й світло-оранжевою нижньою. Волосяний покрив густий і грубий, не колючий. Голова сірувата з білими плямами біля основи вібрисів і за вухами. Вуха короткі та широкі. Хвіст коротший довжини голови і тіла, шкіра рожева, густо вкрита коричневим волоссям. Ноги короткі та широкі, зверху жовто-коричневі. Блиск очей помірно яскравий, червонуватий.